# 練馬区立光が丘夏の雲小学校
練馬区立光が丘夏の雲小学校（ねりまくりつひかりがおかなつのくもしょうがっこう）は、東京都練馬区光が丘にある公立小学校である。一般的な略称は夏雲小（なつくもしょう）。

## 概要
少子化の影響により、練馬区立光が丘第五小学校と練馬区立光が丘第六小学校が統合し、2010年4月に練馬区立光が丘夏の雲小学校が開校した。
光が丘第五小学校の施設の管理は民間の事業者に委託し、光が丘第六小学校の校舎を光が丘夏の雲小学校の校舎として使うことになった。

## 校章
図案は統合する光が丘第五小学校と光が丘第六小学校の関係者から募集した。
採用され使用されている校章は、いちょう通りに沿って並んでいる二つの学校を、いちょうの葉を重ねて表現している。また、二つの学校が一つになって新たな学校を作るという意味も込められている。

## 主な行事
- 4月 - 始業式、入学式
- 5月 - 新体力テスト
- 6月 - 運動会、第六学年の移動教室
- 7月 - 開校記念日、なつくもフェステバル
- 9月  - 第五学年の移動教室
- 10月 - 音楽会あるいは学芸会（偶数年は学芸会で奇数年は音楽会が行われる）
- 1月 - 書初め大会
- 3月 - 終業式、卒業式

※但し、2020年から2022年までCOVID-19の世界的流行の影響によりイレギュラーな変更が多々あり

## 開校10周年記念式典
2020年に開校10周年を迎えた。新型コロナウィルス感染症に配慮しながら10月中旬に記念式典などが行われた。

## 交通アクセス
- 都営大江戸線 光が丘駅より徒歩約6分